# Strzępiak owocowy
Strzępiak owocowy (Inocybe bresadolae Massee) – gatunek grzybów należący do rodziny strzępiakowatych (Inocybaceae).

## Systematyka i nazewnictwo
Pozycja w klasyfikacji według Index Fungorum: Inocybe, Inocybaceae, Agaricales, Agaricomycetidae, Agaricomycetes, Agaricomycotina, Basidiomycota, Fungi.
Synonim: Astrosporina bresadolae (Massee) E. Horak 1979:
Nazwę polską zaproponował Władysław Wojewoda w 1990 r. W monografii  strzępiaków Andrzeja Nespiaka opisany jest jako strzępiak Bresadoli.

## Morfologia
Kapelusz
Średnica do 3-4, wyjątkowo do 6 cm, początkowo stożkowaty, potem półkulisty, na koniec rozpostarty, z małym garbkiem. Brzeg początkowo podgięty, potem odchylający się ku górze. Powierzchnia garbka gładka, poza tym delikatnie włókienkowata, przy brzegu kosmkowata. Barwa początkowo jasnoochrowa, potem jasnopłowa i coraz bardziej czerwona wskutek pokrycia dużymi ceglastoczerwonymi kosmkami.
Blaszki
Zatokowato wycięte z międzyblaszkami, początkowo jasnopłowe, potem ciemniejsze, ochrowe. Ostrza nieco wygięte i białawo orzęsione.
Trzon
Wysokość 3–6 cm, grubość 0,5–0,7 cm, walcowaty, o podstawie bulwkowato rozszerzonej. Górna część oszroniona. Barwa w górnej części biaława, w dolnej delikatnie ochrowa. Po dotknięciu zmienia barwę na ceglastą lub winnoczerwoną – cały z wyjątkiem bulwki.
Miąższ
W kapeluszu białawy, w trzonie włóknisty, o barwie od żółtawej do jasnoochrowej, tylko w bulwce białawy. Uszkodzony szybko czerwienieje. Zapach u starych owocników często chlebowy. Czerwienienie miąższu na powietrzu (niezbyt silne) miąższu jest charakterystyczną cechą tego gatunku. Pod działaniem gwajakolu miąższ natychmiast zmienia barwę granatowo-zielono-czarną.
Cechy mikroskopowe
Zarodniki o nieregularnym kształcie ze słabo wyróżniającymi się guzkami, 8–10 × 6–7 µm. Cheilocystydy i pleurocystydy o wymiarach 50–60 × 14–17 µm. Na szczycie mają kryształki, a ich ściana ma grubość do 3 µm. Kaulocystydy nieliczne u podstawy trzonu. Są bardziej smukłe i z cieńszą ścianą (do 2 µm).

## Występowanie i siedlisko
Strzępiak owocowy znany jest tylko w niektórych krajach Europy. W piśmiennictwie naukowym na terenie Polski do 2003 r. podano tylko 2 stanowiska. 
Grzyb mikoryzowy. Rośnie na ziemi małymi grupkami w lasach liściastych i iglastych. Owocniki zazwyczaj od czerwca do sierpnia.